# Mattia Pegorari
Mattia Pegorari (Tirano, 11 settembre 1983) è un ex sciatore freestyle italiano.

## Biografia
Nato a Tirano, in provincia di Sondrio, nel 1983, nel 2005 ha preso parte ai Mondiali di Ruka, in Finlandia, terminando 19° nelle gobbe.
L'anno successivo ha partecipato ai Giochi olimpici di Torino 2006, nella gara di gobbe, chiudendo le qualificazioni al 34º posto con 16.25 punti, non riuscendo a qualificarsi per la finale, alla quale accedevano i primi 20.
Dopo il ritiro è diventato allenatore.